# Добропольский троллейбус
Добропольский троллейбус — закрытая система троллейбусного движения в украинском городе Доброполье, действовавшая с 23 августа 1968 года по 15 марта 2011 года. К моменту закрытия имелся 1 маршрут, 15,6 км сети и 2 машины.

## История
Строительство первой очереди добропольского троллейбуса продолжалось с лета 1966 года по лето 1968 год силами шахты № 17-18 имени РККА. Открывали линию 23 августа 1968 года длиной 5,3 км по маршруту «площ. Ленина — шахта № 17-18 имени РККА» (сейчас — шахта «Алмазная») улицей Гагарина 1 троллейбус МТБ-82 и 4 б/у машины из Донецка Киев-5 (К5-ЛА).
В ноябре 1970 года открыта линия по ул. Фестивальной от площ. Ленина до шахты № 1-2 «Добропольской».
31 мая 1972 года продолжена основная линия от площ. Ленина до ул. Харьковской, открыт маршрут № 2 «просп. Победы — шахта „Добропольская“».

### Маршруты по состоянию на 1973 год
- 1 Просп. Победы — Шахта «Алмазная»
- 2 Просп. Победы — Шахта «Добропольская»

В 1979 году построена линия «просп. Победы — ремонтно-механический завод», продлён маршрут № 2 «РМЗ — Шахта „Добропольская“».
В 1981 году перестроена ветка от площ. Ленина до шахты «Добропольская» так, что образовалось кольцо «площ. Ленина — ул. Фестивальная — шахта „Добропольская“ — Луганский пер. — ул. Гагарина — площ. Ленина».
В 2004 году закрыт маршрут № 2, а маршрут № 1 продлён от Просп. Победы до РМЗ, но вскоре укорочен до своего первоначального вида. Таким образом не эксплуатировались линии на шахту «Добропольская» и РМЗ.
В январе 2008 года — апреле 2009 года троллейбус не эксплуатировался.

## Подвижной состав
Ранее эксплуатировались следующие типы машин:
- МТБ-82 (1 машина) в 1968—1971 Гг.
- Киев-5 (К5-ЛА) (10 машин) 1968—1977 Гг.
- ЗиУ-9/ЗиУ-682Г (30 машин) в 1974—2011 Гг.
- ЮМЗ-Т2 (1 машина) в 1997—2010 Гг.

## Маршруты
На 1 января 2011 год имелись следующие маршруты:
- 1 Шахта «Алмазная» — Просп. Победы

## В культуре
- В марте 2024 года троллейбусная система города была увековечена в игре Garry's Mod в виде карты «Полье», повторяя в миниатюре реальные маршруты, существовавшие ранее[1].